# 宁德站
宁德站，位于中国福建省宁德市蕉城区闽东东路与金马北路交叉口附近，归属南昌铁路局，于2009年9月28日随温福铁路正式通车同时启用。2017年7月至2018年1月底，为迎接衢宁铁路接入，车站新建第三站台及人行地道两座。

## 车站结构

### 站房
宁德站是闽东地区最大的火车站，拥有温福铁路福建段最大的旅客站房，由铁道部和福建省、宁德市共同投资兴建，由中南建筑设计院设计，中铁建设集团施工，总投资近2.9亿元。宁德站房总建筑面积18436平方米，高27.4米，通过浅色基调、采用斜撑构图的门洞、将主体建筑完整的大屋面按45°向两边斜挑等方式，体现具有当地特色的“廊屋桥”式建筑风格。
车站售票处位于站房右侧，设有自助售票机和人工售票窗口。候车室位于站房中间，共分上下两层，最高聚集人数为1200人。其中二层候车室与1站台平齐，一层候车室可通过地道进入其它中间站台。

### 站场
宁德站在开站之初设有2台3面6线，并预留2条到发线空间，其中第一站台宽度 15 m，中间岛式站台（第二站台）宽度 10.6 m，覆盖有大跨度钢桁架结构雨棚。2017年为配合衢宁铁路接入，车站站场新建第三站台，覆盖有混凝土雨棚。目前宁德站为3台4面6线，其中1~3台面长度 450 m，可容纳16节动车组列车；4台面长度 500 m，可容纳19节满编普速机辆客车。
| 2F | 5 站台 远期预留            | 衢宁线（到发线）                                          |
| 2F | 岛式月台（按侧式月台使用） |                                                           |
| 2F | 4 站台                     | 衢宁线 往周宁、屏南、衢州方向（漳湾）                     |
| 2F | 3 站台                     | 杭深线 往福州南、深圳北方向（罗源） · 衢宁线 直通至杭深线 |
| 2F | 岛式月台                   |                                                           |
| 2F | 2 站台                     | 杭深线 往福州南、深圳北方向（罗源）                       |
| 2F | 通过线                     | 杭深线 下行列车                                           |
| 2F | 通过线                     | 杭深线 上行列车                                           |
| 2F | 1 站台                     | 杭深线 往温州南、宁波、杭州东方向（福安）                 |
| 2F | 侧式月台                   |                                                           |
| 2F | 站房                       | 二层候车室、检票口                                        |
| 1F | 站房                       | 出站口、进站口、售票、候车、检票、办公区域                |
| 1F | 接驳交通                   | 停车场、宁德客运枢纽站                                    |

## 历史
2021年4月，宁德站增设站内换乘便民通道，在站台、出站地道等多处粘贴了换乘通道标识，引导旅客前往一楼候车厅换乘，实现了不出站换乘。

## 使用状况
截止2021年7月，每日有67趟列车在宁德站停靠，包括途径温福铁路的D/G字头动车组列车和途经衢宁铁路的T/K字头列车，此外还有部分临时增开的动车组列车。